# Fernando Cáceres
Pour les articles homonymes, voir Cáceres.
Fernando Gabriel Cáceres est un footballeur argentin né le 7 février 1969 à San Isidro (Argentine). Il évoluait au poste de défenseur.

## Biographie
Durant sa carrière, il a joué pour de nombreux clubs argentins de première division, mais aussi en Espagne en Primera División.
Le 1er novembre 2009, il est agressé par quatre hommes armés alors qu'il se trouve en voiture dans une banlieue de Buenos Aires. Transporté à l'hôpital de la capitale argentine, les médecins sont très réservés sur le pronostic vital. Plongé dans un coma artificiel, il est alors entre la vie et la mort. Sorti de l'hôpital le 6 janvier 2010 pour intégrer une clinique privée où il a suivi une rééducation psychomotrice, il est considéré comme un véritable miraculé. 
La balle reçue dans la tête est en effet toujours à l'intérieur, les médecins ayant décidé de ne pas la retirer. Sorti de la clinique le 2 avril 2010, il parle et mange désormais normalement, mais a en revanche perdu l'usage d'un œil et d'une oreille.

## Carrière
Cáceres a commencé sa carrière professionnelle dans le club de Argentinos Juniors et en 1991, il a été transféré au club Aletico de River Plate où il a gagné son premier titre national (vainqueur du championnat « d'ouverture » en 1991).
Cáceres est parti ensuite jouer en Espagne dans le club du Real Saragosse, où il a remporté la coupe d'Espagne en 1994 et la coupe UEFA des vainqueurs de coupe, l'année suivante.
Cáceres est retourné, ensuite, en Argentine, pour jouer, un temps assez court dans le club de Boca Juniors. Il est retourné ensuite en Espagne à la fin de l'année 1996, pour jouer pour le club de Valence CF, où il est resté jusqu'à la fin de la saison 1997-1998. De 1998 à 2004, il a joué pour le club espagnol de Celta de Vigo. En six saisons, avec ce club, il a joué 218 matchs, toute compétitions confondues, et a marqué 5 buts. Il a ensuite joué dans un club de deuxième division espagnole : le Cordoba CF.
En 2004, Cáceres a rejoint en Argentine le club de Atletico Independiente, rejoignant des joueurs qui avaient fréquenté les clubs de River Plate, Boca Juniors et Independiente. En 2006, il a rejoint son premier club de Argentinos Juniors, où il avait commencé sa carrière professionnelle 20 ans auparavant.

### En club
- 1986-1991 : Argentinos Juniors -  Argentine
- 1991-1993 : River Plate -  Argentine
- 1993-1996 : Real Saragosse -  Espagne
- 1996-1997 : Boca Juniors -  Argentine
- 1997-1998 : Valence CF -  Espagne
- 1998-2004 : Celta de Vigo -  Espagne
- 2004 : Córdoba CF -  Espagne
- 2004-2006 : Independiente -  Argentine
- 2006-2007 : Argentinos Juniors -  Argentine

### En équipe nationale
Il débute en équipe nationale en 1992 et compte 24 sélections (un but) jusqu'en 1997.

## Palmarès
- Vainqueur de la Copa América en 1993 avec l'Argentine